# La musica è finita/Un uomo
La musica è finita è un singolo della cantante italiana Ornella Vanoni, pubblicato nel 1967 estratto dall'album Ornella Vanoni (Ariston - AR 10016), pubblicato in Italia, Argentina, Canada, Brasile e Australia.

## Descrizione
Particolare successo riscosse la facciata A, La musica è finita, presentato al Festival di Sanremo 1967 in abbinamento con Mario Guarnera. Le parole del brano sono di Franco Califano e Nisa, mentre la musica è di Umberto Bindi con arrangiamento di Gianfranco Intra.

## Tracce
1. La musica è finita (testo: Franco Califano, Nicola Salerno – musica: Umberto Bindi)
2. Un uomo (testo: Franco Califano, Guido Lombardi – musica: Ettore Lombardi)

## Classifiche
| Paese  | Posizione raggiunta |
| ------ | ------------------- |
| Italia | 20                  |

## Cover
La musica è finita è stata riproposta come cover da altri artisti.
- 1967 - Robert Plant lo ha inciso in inglese con il titolo Our Song con testo di Anthony Clarke (CBS - 202656); doppio album del 2003 Sixty Six to Timbuktu (Mercury Records – 986 591-3)
- 1967 - Tony Dallara EP (Belter – 51.763), pubblicato in Spagna; album del 1969 Tony Dallara (Seven Seas – SR-311), pubblicato in Giappone
- 1968 - Mina singolo (PDU - Pld. A. 5003); album Le più belle canzoni italiane interpretate da Mina (PDU - Pld. A. 5003)
- 1982 - Franco Califano singolo (Lupus – LUN 4939); album del 1975 Franco Califano dalla Bussola (CGD – CGD 69215)
- 1995 - Michela Andreozzi, vocalist per Ilaria Galassi, ne ha incisa una versione nella compilation Non è la Rai gran finale (RTI Music – RTI 0213-2)
- 2003 - Orietta Berti nell'album Emozione d'autore (Gapp Music – GAP 513475 2)
- 2008 - Ornella Vanoni in collaborazione con Gianni Morandi, nell'album Più di me (Columbia Records – 88697393992)
- 2018 - Antonella Ruggiero interpreta La musica è finita, accompagnata da Roberto Pronzato (pianoforte) e Piero Salvatori (violoncello), nell'album Quando facevo la cantante (Libera).
- 2019 - Renato Zero nell'album Tutti gli Zeri del mondo (Tattica – 18SC0201)
- 2020 - Irene Grandi durante il Festival di Sanremo 2020 nella serata dedicata alle cover insieme con Bobo Rondelli.
- 2021 - Annalisa durante il Festival di Sanremo 2021 nella serata dedicata alle cover e inserita poi nell'album Nuda10 (Warner Records)